# Honda Forza 125
La Honda Forza 125 es una motocicleta de tipo scooter fabricada por Honda Motor Company. El scooter presenta un motor automático monocilíndrico de 4 tiempos de refrigeración líquida que posee una cilindrada de 125 cc. Disponible en el mercado europeo desde el año 2015 y su motor con tecnología eSP (Enhanced Smart Power) con una potencia de 14,2 Cv / 8750 rpm, es considerado como uno de los scooters más potentes de su categoría (dentro de los scooter 125). 
Su consumo estimado es de 2,3 l/100km, lo que otorga una autonomía de alrededor de 500km gracias a su innovador sistema de paro al ralentí que apaga el motor cuando la motocicleta está detenida y se reactiva tras accionar el puño acelerador. Dicho sistema denominado Idling Stop, apareció por primera vez en el modelo PCX en 2013, motocicleta que también incorpora la tecnología eSP. 
Existen dos versiones disponibles, la básica (NSS125) y la versión con ABS (NSS125AD) con doble canal de la marca Nissin. El sistema ABS añade un kilo más, alcanzando así el scooter un peso de 162 kg en orden de marcha. En algunos países solo se comercializa la versión ABS debido a las leyes de comercialización de vehículos de cada país
El scooter incorpora tecnología de iluminación led, el faro delantero en forma transversal está formado por dos led para la luz de carretera y cuatro para la luz de corto alcance. El piloto trasero incorpora cuatro led que forman la luz de freno y cuatro de la luz de posición. El cuadro de instrumentos posee velocímetro y tacómetro analógicos, un ordenador de a bordo en pantalla LCD e indicadores led.
| Modelo       | Honda Forza 125           |
| ------------ | ------------------------- |
| Fabricante   | Honda Motor Company Ltd.  |
| Denominación | NSS125 (AD)               |
| Producción   | 2015-presente             |
| Cilindrada   | 125cc                     |
| Potencia     | 14,27CV/11,5kw a 8750rpm. |

La Honda Forza 125 está disponible en el mercado europeo con denominación comercial (NSS125) la versión normal y (NSS125AD) la versión con ABS incorporado. Esta motocicleta es comercializada principalmente en los siguientes países: España, Reino Unido, Francia, Portugal, Alemania, Austria, Luxemburgo, Bélgica, Países Bajos, Polonia, Hungría, República Checa, Noruega, Malta, Grecia, Macedonia, Croacia e Italia, este último es el país de producción. Su precio está en torno a 4.500€ - 6.000€, dicho importe puede variar dependiendo del mercado e impuestos de cada país. Según el mercado, la Forza 125 está disponible en diferentes colores que ofrece la marca: Pearl Pacific blue, White Cool Pearl, Mat Cynos Grey, Pearl Havana Brown o Moondust Silver Metallic. Existen accesorios originales para el scooter entre los cuales destaca un escape de la marca Akrapovic diseñado exclusivamente para este modelo.